# 王遵訓 (萬曆進士)
王遵訓（1556年—？），字而紹，號瑞原，河南歸德府寧陵縣民籍，河南開封府杞县人，明朝政治人物。

## 生平
萬曆七年（1579年）己卯科河南鄉試第十四名，萬曆十一年（1583年）癸未科會試第二十八名，登三甲第一百一十名進士。吏部觀政，本年授直隶廣平府推官，十七年行取，十月考选，授户科给事中，十九年阅视京营，本年八月官至江西按察司佥事，十一月被云南道御史顾际明弹劾，令冠带闲住。

## 家族
曾祖王杞；祖父王明；父王倫。前母王氏；母李氏。永感下。